# Жостір вічнозелений
Жостір вічнозелений (Rhamnus alaternus) — вид квітучих рослин в родині крушинових роду жостір. Латинська назва alaternus, означає «чергуватися», стосується почергового листя.

## Опис
Це вічнозелений кущ 1–5 м заввишки. Стебла у червонуватій корі; молоді гілки запушені; листки округлі та компактні, 2–6 см у довжину, вони іноді розташовані майже навпроти, овальні або ланцетні, шкірясті, блискуче зелені, жовтувато-зелені знизу.
Квітки малі й ароматні. Період цвітіння триває з лютого по квітень. Плоди червоно-коричневі кісточкові близько 3–4 мм, що містять від 2 до 4 насінин. Плоди темніють до чорного при дозріванні. Плоди мають цілющі властивості й можуть бути використані з обережністю як проносне.

## Поширення
Цей вид широко розповсюджений в термофільних вічнозелених чагарниках у середземноморських регіонах, від рівня моря до 700 м над рівнем моря. Цей вид вирощується як декоративний чагарник саду, цінується за його глянсові вічнозелені листки й червоні ягоди.

## Галерея

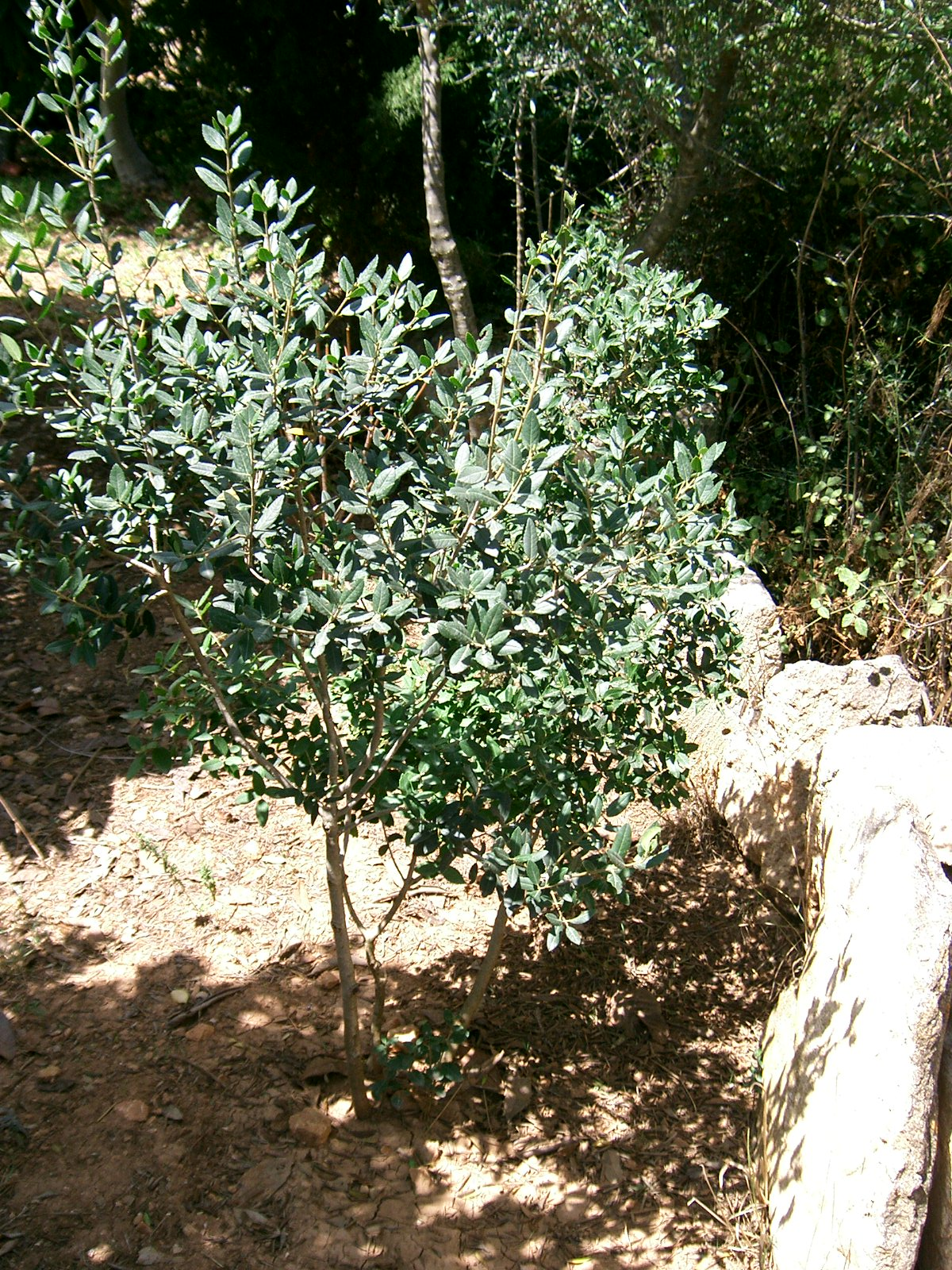
Жостір вічнозелений
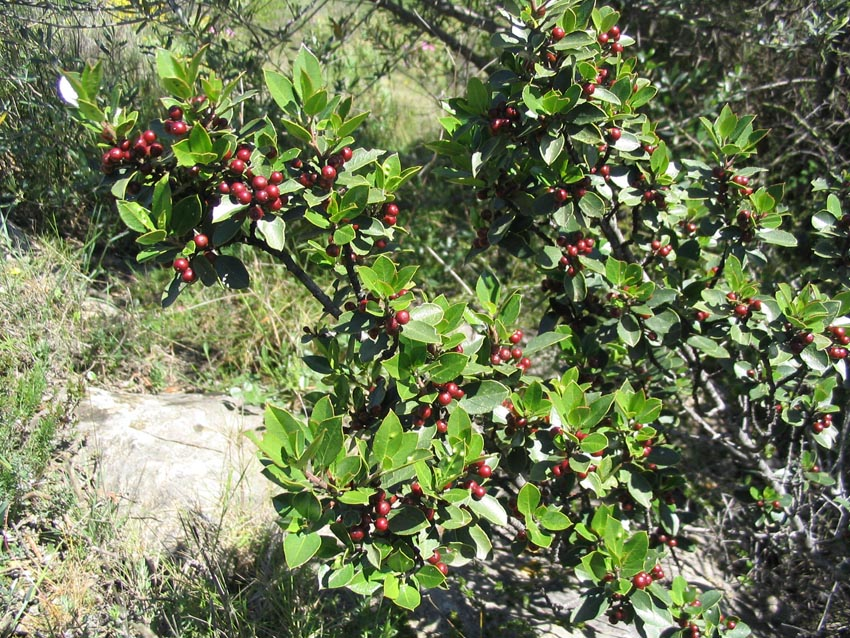
Жостір вічнозелений
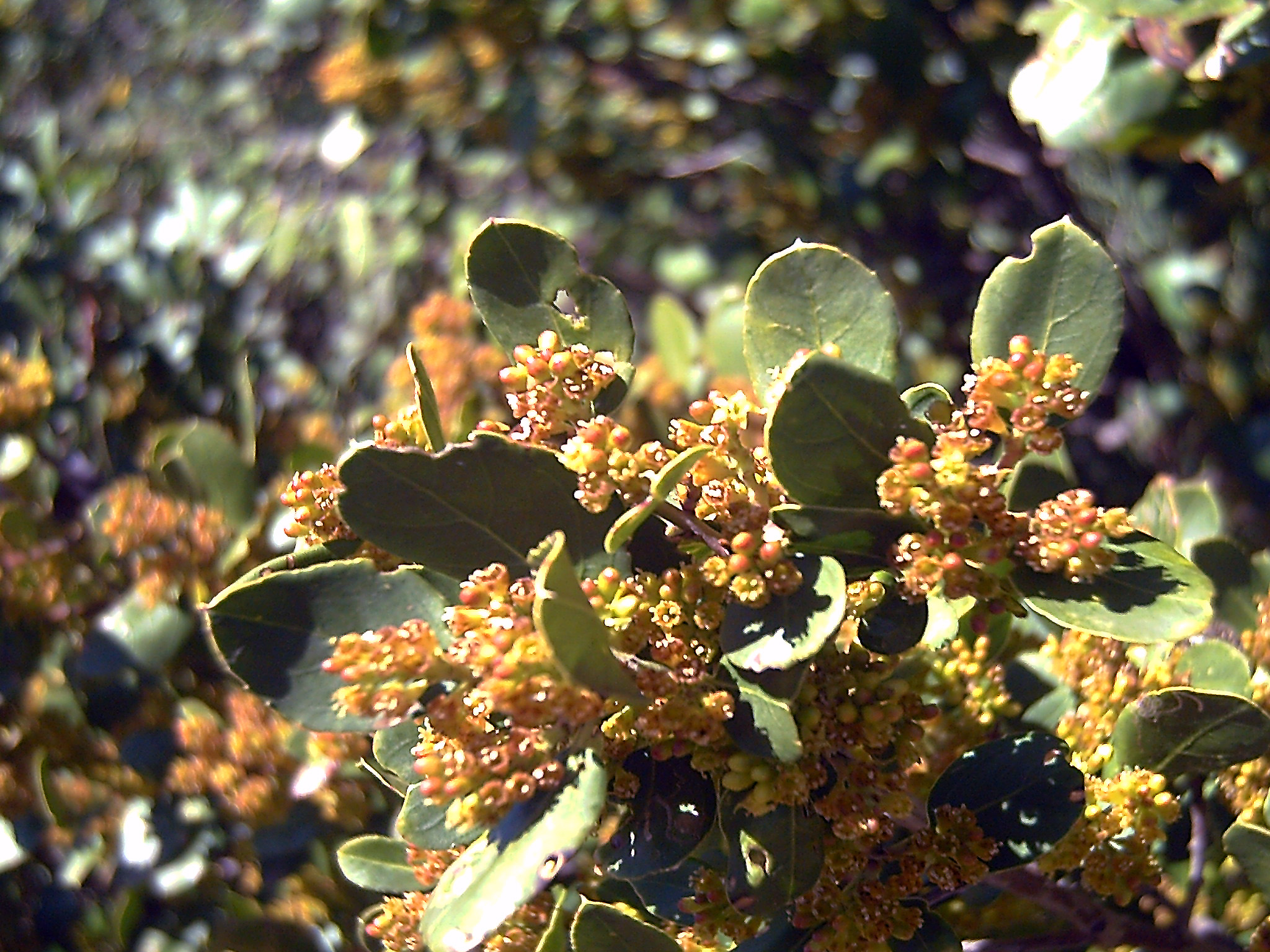
Квіти жостеру вічнозеленого
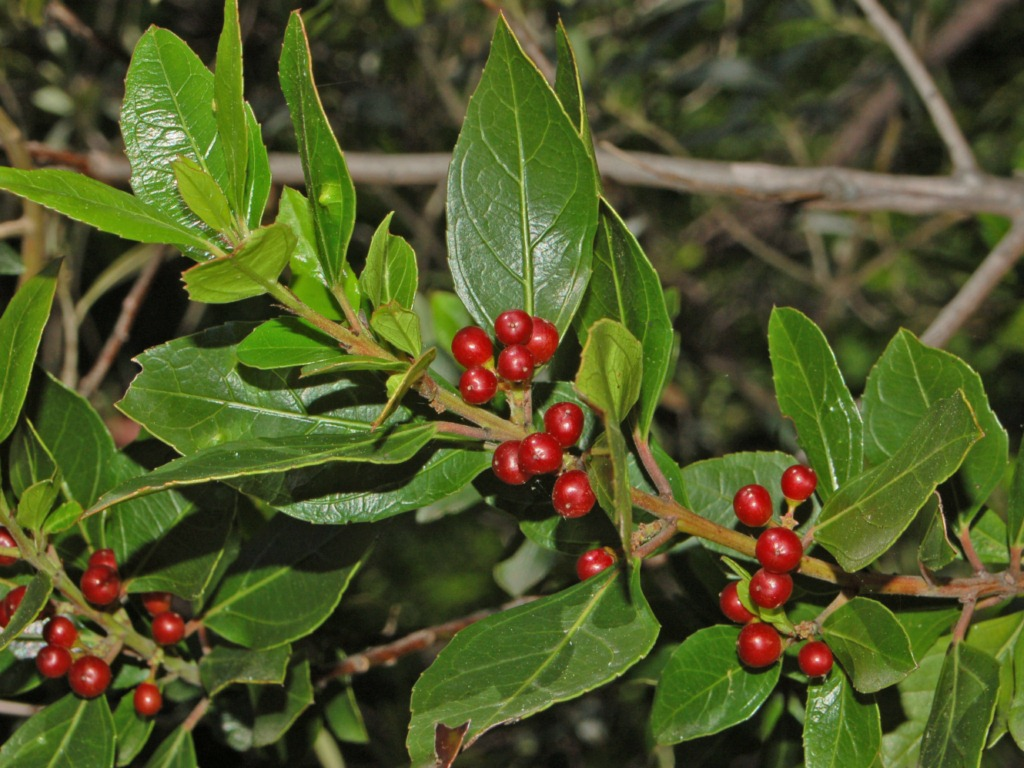
Листя і плоди жостеру вічнозеленого